# Arquidiócesis de Libreville
La arquidiócesis de Libreville (en latín: Archidioecesis Liberopolitana y en francés: Archidiocèse de Libreville) es una circunscripción eclesiástica de la Iglesia católica en Gabón. Se trata de una arquidiócesis latina, sede metropolitana de la provincia eclesiástica de Libreville. Desde el 12 de marzo de 2020 su arzobispo es Jean-Patrick Iba-Ba. 

## Territorio y organización

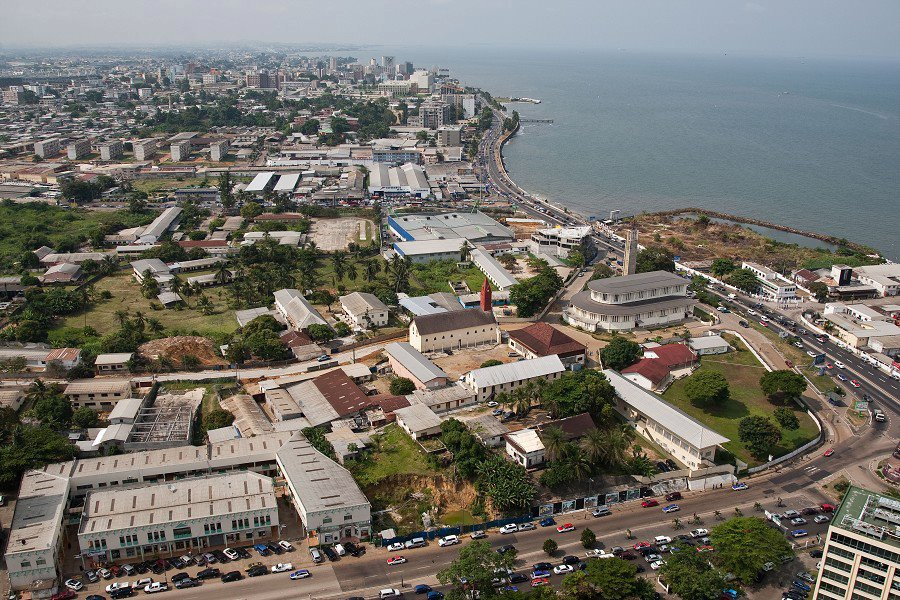
Vista del complejo de la antigua y la nueva catedral

La arquidiócesis tiene 39 275 km² y extiende su jurisdicción sobre los fieles católicos de rito latino residentes en las provincias de Estuaire y Moyen-Ogooué.
La sede de la arquidiócesis se encuentra en la ciudad de Libreville, en donde se halla la Catedral de la Asunción de María. 
La arquidiócesis tiene como sufragáneas a las diócesis de: Franceville, Mouila, Oyem y Port-Gentil. 
En 2023 en la arquidiócesis existían 37 parroquias.

## Historia
La prefectura apostólica de Guinea Superior fue erigida el 22 de enero de 1842 separando territorio de la diócesis de Santiago de Cabo Verde. Guinea Superior o Alta Guinea correspondía al territorio entre el cabo Verde (o el río Gambia) y el cabo Palmas (o el río San Andrés, hoy río Cavalla) El primer prefecto apostólico, el estadounidense Edward Barron se asentó en Cabo Palmas (la actual Harper en Liberia) en la República de Maryland, formada por esclavos libertos.
El 3 de octubre de 1842 la prefectura apostólica fue suprimida sin ser mencionada en el breve De universi dominici gregis del papa Gregorio XVI que erigió el vicariato apostólico de la Guinea Superior e Inferior y la Región de Sierra Leona. La Colonia y Protectorado de Sierra Leona (del Reino Unido) estaba incluida en la Guinea Superior, por lo que el territorio se ampliaba con la Guinea Inferior (separada de la diócesis de Santo Tomé y Príncipe), que correspondía a la costa africana desde el cabo Palmas hasta aproximadamente el río Congo, y desde el río Cuanza al río Orange en la frontera entre Namibia y Sudáfrica. La Congregación de Propaganda Fide en un carta del 23 de diciembre de 1845 explicó: «Que en general la misión todavía tenía el mismo alcance que bajo el obispo Barron, y que, especialmente para la Baja Guinea, se extendía a todos los lugares que no estaban sujetos al obispo de Angola y el Congo» (la costa entre los ríos Congo y Cuanza). La misión fue confiada por la Propaganda Fide el 16 de enero de 1845 a la Sociedad de los Misioneros del Sagrado Corazón de María (fusionada en 1848 con la Congregación del Espíritu Santo), que había enviado misioneros al cabo Palmas, que el 28 de septiembre de 1844 se reubicaron en Libreville, un puesto francés fundado el 18 de junio de 1843. La Congregación del Espíritu Santo solicitó que se mantuviera en forma de prefectura apostólica y en marzo de 1845 Eugène Tisserant fue nombrado prefecto apostólico, pero murió en un naufragio en la costa de Marruecos el 7 de diciembre de 1845. El 22 de septiembre de 1846 La Propaganda Fide volvió a restituir el vicariato apostólico.
Posteriormente cedió porciones de su territorio para la erección de:
- la prefectura apostólica de las Islas Annobón, Corisco y Fernando Poo (hoy arquidiócesis de Malabo) el 10 de octubre de 1855;
- el vicariato apostólico de Sierra Leona (hoy arquidiócesis de Freetown) el 13 de abril de 1858 mediante el breve Universi Dominici del papa Pío IX;[5]
- el vicariato apostólico de Dahomey (hoy arquidiócesis de Lagos) el 28 de agosto de 1860 mediante el breve Ut animarum del papa Pío IX.[6]

La erección de estas nuevas circunscripciones eclesiásticas dividió el vicariato apostólico de las Dos Guineas y Senegambia en dos partes distintas, ya no territorialmente contiguas entre sí. Esto impuso la necesidad de crear dos vicariatos apostólicos separados. El 6 de febrero de 1863 el vicariato apostólico se dividió para dar lugar al vicariato apostólico de Senegambia (hoy arquidiócesis de Dakar) y al vicariato apostólico de las Dos Guineas (más conocido como Gabón), mediante el breve Ex hac del papa Pío IX.
Otras porciones del territorio fueron cedidas posteriormente por el vicariato apostólico de las Dos Guineas para la erección de nuevas circunscripciones eclesiásticas:
- la prefectura apostólica de Cimbebasia (que luego se convirtió en la prefectura apostólica de Cubango, luego suprimida) el 3 de julio de 1879 mediante el decreto Cum ad catholicae fide de la Propaganda Fide;[10]
- la prefectura apostólica de la Costa de Oro (hoy arquidiócesis de Cape Coast) el 27 de septiembre de 1879;
- la prefectura apostólica del Alto Níger (hoy arquidiócesis de la Ciudad de Benín) el 2 de mayo de 1884;
- el vicariato apostólico del Congo Francés (hoy arquidiócesis de Pointe-Noire) el 4 de junio de 1886 mediante el breve In hac beatissimi Petri del papa León XIII;[11][12]
- la prefectura apostólica del Bajo Níger (hoy arquidiócesis de Onitsha) el 25 de julio de 1889 mediante el decreto Ad fovendam magis de la Congregación de Propaganda Fide.[13]

El 18 de marzo de 1890 cedió otra porción de su territorio para la erección de la prefectura apostólica de Camerún (hoy arquidiócesis de Yaundé) mediante el decreto Cum in votis de la Propaganda Fide, y al mismo tiempo el vicariato de las Dos Guineas tomó el nombre de vicariato apostólico de Gabón.
El 10 de julio de 1947 cambió su nombre a vicariato apostólico de Libreville.
El 14 de septiembre de 1955 el vicariato apostólico fue elevado a diócesis con la bula Dum tantis del papa Pío XII. Originalmente era sufragánea de la arquidiócesis de Brazzaville.
El 11 de diciembre de 1958 la diócesis cedió una porción de su territorio para la erección de la diócesis de Mouila y al mismo tiempo fue elevada al rango de arquidiócesis metropolitana con la bula Supremi illius muneris del papa Juan XXIII.
El 29 de mayo de 1969 cedió otra porción de su territorio para la erección de la diócesis de Oyem mediante la bula Divini Magistri verba' del papa Pablo VI.
El 19 de marzo de 2003 cedió otra porción de su territorio para la erección de la diócesis de Port-Gentil mediante la bula Cum petitum esset del papa Juan Pablo II.

## Estadísticas
Según el Anuario Pontificio 2024 la arquidiócesis tenía a fines de 2023 un total de 596 580 fieles bautizados.
| Año                                                                             | Población            | Población | Población      | Sacerdotes | Sacerdotes    | Sacerdotes    | Bautizados por sacerdote | Diáconos permanentes | Religiosos | Religiosos | Parroquias |
| Año                                                                             | Bautizados católicos | Total     | % de católicos | Total      | Clero secular | Clero regular | Bautizados por sacerdote | Diáconos permanentes | Varones    | Mujeres    | Parroquias |
| ------------------------------------------------------------------------------- | -------------------- | --------- | -------------- | ---------- | ------------- | ------------- | ------------------------ | -------------------- | ---------- | ---------- | ---------- |
| 1950                                                                            | 120 000              | 350 000   | 34.3           | 50         | 17            | 33            | 2400                     |                      | 37         | 65         | 23         |
| 1970                                                                            | 3640                 | 210 000   | 1.7            | 46         | 22            | 24            | 79                       |                      | 60         | 74         | 16         |
| 1980                                                                            | 188 000              | 305 000   | 61.6           | 47         | 14            | 33            | 4000                     |                      | 58         | 80         | 22         |
| 1990                                                                            | 360 000              | 600 000   | 60.0           | 37         | 11            | 26            | 9729                     |                      | 78         | 90         | 27         |
| 1999                                                                            | 416 000              | 696 000   | 59.8           | 60         | 15            | 45            | 6933                     | 1                    | 66         | 107        | 33         |
| 2000                                                                            | 423 000              | 708 000   | 59.7           | 55         | 16            | 39            | 7690                     |                      | 137        | 118        | 29         |
| 2001                                                                            | 380 000              | 600 000   | 63.3           | 57         | 16            | 41            | 6666                     | 1                    | 107        | 113        | 29         |
| 2002                                                                            | 420 000              | 780 000   | 53.8           | 45         | 14            | 31            | 9333                     | 2                    | 119        | 124        | 39         |
| 2003                                                                            | 352 000              | 660 000   | 53.3           | 48         | 14            | 34            | 7333                     | 1                    | 58         | 104        | 24         |
| 2004                                                                            | 289 500              | 553 777   | 52.3           | 43         | 19            | 24            | 6732                     | 1                    | 48         | 85         | 23         |
| 2013                                                                            | 483 000              | 807 000   | 59.9           | 90         | 46            | 44            | 5366                     | 2                    | 91         | 104        | 35         |
| 2016                                                                            | 534 000              | 894 000   | 59.7           | 85         | 37            | 48            | 6282                     | 2                    | 78         | 108        | 36         |
| 2019                                                                            | 565 000              | 955 000   | 59.2           | 85         | 36            | 49            | 6647                     | 1                    | 90         | 108        | 38         |
| 2021                                                                            | 576 830              | 975 000   | 59.2           | 98         | 44            | 54            | 5886                     | 2                    | 93         | 126        | 37         |
| 2023                                                                            | 596 580              | 997 125   | 59.8           | 110        | 54            | 56            | 5423                     | 2                    | 146        | 113        | 37         |
| Fuente: Catholic-Hierarchy, que a su vez toma los datos del Anuario Pontificio. |                      |           |                |            |               |               |                          |                      |            |            |            |

## Episcopologio
- Edward Barron † (22 de enero de 1842-1844 renunció)
- Eugène Tisserant, C.S.Sp. † (mayo de 1845-7 de diciembre de 1845 falleció)
- Jean-Benoît Truffet, C.S.Sp. † (22 de septiembre de 1846-23 de noviembre de 1847 falleció)
- Jean-Rémi Bessieux, C.S.Sp. † (20 de junio de 1848-30 de abril de 1876 falleció)
- Pierre-Marie Le Berre, C.S.Sp. † (7 de septiembre de 1877-16 de julio de 1891 falleció)
- Alexandre-Louis-Victor-Aimé Le Roy, C.S.Sp. † (3 de julio de 1892-24 de mayo de 1896 nombrado superior general de la Congregación del Espíritu Santo)
- Jean Martin Adam, C.S.Sp. † (16 de febrero de 1897-7 de mayo de 1914 renunció)
- Louis Jean Martrou, C.S.Sp. † (7 de mayo de 1914 por sucesión-22 de marzo de 1925 falleció)
- Louis-Michel-François Tardy, C.S.Sp. † (4 de enero de 1926-28 de enero de 1947 falleció)
- Jean-Jérôme Adam, C.S.Sp. † (10 de julio de 1947-29 de mayo de 1969 renunció[nota 1])
- André Fernand Anguilé † (29 de mayo de 1969-3 de abril de 1998 retirado)
- Basile Mvé Engone, S.D.B. (3 de abril de 1998-12 de marzo de 2020 retirado)
- Jean-Patrick Iba-Ba, desde el 12 de marzo de 2020